# Arimalam
Arimalam är en ort i Indien.   Den ligger i distriktet Pudukkottai och delstaten Tamil Nadu, i den södra delen av landet, 2 100 km söder om huvudstaden New Delhi. Arimalam ligger 76 meter över havet och antalet invånare är 8 048.
Terrängen runt Arimalam är platt. Runt Arimalam är det tätbefolkat, med 343 invånare per kvadratkilometer. Närmaste större samhälle är Pudukkottai, 15,6 km nordväst om Arimalam. Omgivningarna runt Arimalam är en mosaik av jordbruksmark och naturlig växtlighet.